# 호르헤 볼레트
호르헤 볼레트(Jorge Bolet, 1914년 11월 15일 ~ 1990년 10월 16일) 또는 조지 볼레트는 쿠바 태생 미국의 명연주자, 피아니스트이자 교사였다. 그의 선생님들 중에는 레오폴드 고도프스키가 있었고, 모리츠 로젠탈은 프란츠 리스트의 뛰어난 제자였다.